# Trismelasmos minimus
Trismelasmos minimus is een vlinder uit de familie van de Houtboorders (Cossidae). De wetenschappelijke naam van de soort is voor het eerst gepubliceerd in 1916 door Constant Vincent Houlbert.
De soort komt voor in Papoea-Nieuw-Guinea (Karkar, Manam en Umboi) en de Dampier-archipel.